# فيلي هارجريفز
فيلي هارجريفز (بالإنجليزية: Willie Hargreaves)‏ هو لاعب دوري الرغبي بريطاني، ولد في 1931 في ويكفيلد في المملكة المتحدة، وتوفي في 4 يوليو 2013 في يورك في المملكة المتحدة.